# تلو آسگارد
تلو آسگارد (انگلیسی: Thelo Aasgaard؛ زادهٔ ۲ مهٔ ۲۰۰۲) بازیکن فوتبال است.
وی همچنین در تیم‌های ملی فوتبال Norway national under-16 football team و زیر ۲۰ سال نروژ بازی کرده‌است.